# Топори (Шепетівський район)
Топори́ — село в Україні, у Ізяславській міській громаді Шепетівського району Хмельницької області Населення становить 297 осіб.

## Історія
У 1906 році село Михнівської волості Ізяславського повіту Волинської губернії. Відстань від повітового міста 9 верст, від волості 12. Дворів 89, мешканців 431.
Протягом 1907–1917 років село у складі Заславського ключа Заславського майорату князів Санґушків.
7 (20) листопада 1917 року, відповідно до Третього Універсалу Української Центральної Ради, увійшло до складу Української Народної Республіки.
12 червня 2020 року, відповідно до розпорядження Кабінету Міністрів України № 727-р «Про визначення адміністративних центрів та затвердження територій територіальних громад Хмельницької області», увійшло до складу Ізяславської міської територіальної громади.
19 липня 2020 року, в результаті адміністративно-територіальної реформи та ліквідації Ізяславського району, село увійшло до складу новоутвореного Шепетівського району.

## Населення

### Мова
Розподіл населення за рідною мовою за даними перепису 2001 року:
| Мова       | Кількість | Відсоток |
| ---------- | --------- | -------- |
| українська | 296       | 99.66%   |
| болгарська | 1         | 0.34%    |
| Усього     | 297       | 100%     |

## Відомі люди
- Олег Гордійчук — поет.
- Шуляк Володимир Васильович (1969—2024) — старший лейтенант збройних сил України, учасник російсько-української війни.